# Hermann Bezoet
Hermann Bezoet, auch Hermanus Bezoet, (* 25. November 1736 in Rott, Niederlande; † 21. Februar 1805 ebenda) war ein niederländischer Allgemeinmediziner. Er praktizierte lange Zeit in Rotterdam.

## Leben und Werk
Bezoet studierte und promovierte 1763 an der Universität Leiden zum Doktor der Medizin.
Bezoet veröffentlichte zusammen mit Marin Schouten einen 1784 in Fachkreisen vielbeachteten extremen Fall von Morbus Pott (tuberkulöse Spondylitis, Tuberkulose der Wirbelsäule), bei dem die letzten Lendenwirbel und das Kreuzbein des Erkrankten fast vollständig zerstört waren.
Bezoet wurde am 20. April 1768 mit der Matrikelnummer 703 und dem akademischen Beinamen „Diophantus V.“ in die Deutsche Akademie der Naturforscher Leopoldina aufgenommen.

## Persönliches
Hermann Bezoet war mit Maria Cornelia van Heel verheiratet. Das Paar hatte eine Tochter, Catharina Paulina Bezoet.